# Simon Theisen
Simon Theisen (* 28. Juni 1980 in Berlin) ist ein deutscher Komponist und Musiker.

## Leben und Schaffen
Theisen studierte Schlagzeug, Klavier und Gesang an der Universität der Künste Berlin. Von 2006 bis 2008 war er Posaunist in der Ska-Punk-Band „Minni the Moocher“. Ab 2012 komponierte er die Filmmusik für mehrere Kurz- und TV-Filme sowie die Erkennungsmelodie der Bundeswehr, die 2013 uraufgeführt wurde und seitdem die Werbe-Filmclips und Internetaufnahmen der Armee unter dem Motto „Wir. Dienen. Deutschland“ begleitet. Die Melodie endet mit einer Tonsequenz, die die Morsezeichen für „B“ und „W“ nachahmen soll. Theisen ist darüber hinaus als Instrumentalpädagoge und Ensemble-Leiter tätig.